# Canotaje en los Juegos Suramericanos de 2014: K1 200m femenino
La prueba de K1 200m femenino en Santiago 2014 se llevó a cabo el 14 de marzo de 2014 en la Laguna de Curauma, Región de Valparaíso. Participaron en la prueba 7 canoteras.

## Resultados
| Rank              | Calle | Nacionalidad | Canotera         | Tiempo Total | Diferencia |
| ----------------- | ----- | ------------ | ---------------- | ------------ | ---------- |
| Medalla de oro    | 5     | Argentina    | Sabrina Ameghino | 39.351       |            |
| Medalla de plata  | 8     | Chile        | Ysumi Orellana   | 40.354       | +1.003     |
| Medalla de bronce | 7     | Ecuador      | Stefanie Perdomo | 40.859       | +1.508     |
| 4                 | 4     | Brasil       | Cinara Camargo   | 41.086       | +1.735     |
| 5                 | 3     | Colombia     | Yerly Muñoz      | 41.839       | +2.488     |
| 6                 | 2     | Venezuela    | Keicer Colina    | 46.346       | +6.995     |
| 7                 | 6     | Perú         | Diana Gomringer  | 55.212       | +15.861    |